# Divni (Rostov)
|  | Per a altres significats, vegeu «Divni». |

Дивный (en rus: Дивный) és un poble (un possiólok) de l'óblast de Rostov, a Rússia, que en el cens del 2010 tenia 1.119 habitants, pertany al districte d'Aksai.